# Krieg (americká hudební skupina)
Krieg (v překladu z němčiny válka) je americká blackmetalová kapela z města Somers Point v New Jersey založená v roce 1995 (tehdy ještě pod názvem Imperial) Neillem Jamesonem používajícího pseudonym Lord Imperial. V roce 1997 se přejmenovala na Krieg. Hraje syrový lo-fi black metal ve stylu norských Darkthrone, Gorgoroth a raných Mayhem.
Debutové studiové album s názvem Rise of the Imperial Hordes vyšlo v roce 1998.

## Diskografie

### Imperial
Dema
- Demo (1995)
- Battlegod (1996)
- Endless Path (1997)

### Krieg
Demo a promo nahrávky
- Forgotten Secrets (2000)
- Honor Among Thieves Promo 2001 (2001)
- Tormenting Necrometal (2002)
- Songs for Resistance (2002)
- Demo 2004 (2017)

Studiová alba
- Rise of the Imperial Hordes (1998)
- Destruction Ritual (2002)
- The Black House (2003)
- Sono Lo Scherno (2005)
- Blue Miasma (2006)
- The Isolationist (2010)
- Transient (2014)
- Ruiner (2023)

EP
- Kill Yourself or Someone You Love (2002)
- Patrick Bateman (2004)
- Unmedicated (2014)
- Isolation / Transmission (2014)
- From the Bastard Winds (2017)
- Bleak Passage (2017)

Kompilační alba
- The Black Plague (2001)
- Hail to Cruelty (2009)
- No Future (2016)
- Somber & Bleak (2018)

Split nahrávky
- None Shall Escape the Wrath (split s Judas Iscariot, Eternal Majesty a Macabre Omen) (2000)
- To the Coming Age of Intolerance (split s Judas Iscariot) (2001)
- Kult ov Azazel / Krieg (split s Kult ov Azazel) (2002)
- Krieg vs. Antaeus (split s Antaeus) (2003)
- Krieg / Satanic Warmaster (split s Satanic Warmaster) (2003)
- 4 Spears in Gods Ribs (split s Goat Semen, Necroplasma a Nazxul) (2003)
- Resistance Is Futile (split s Open Grave) (2003)
- Death Glorification (split s Morte Incandescente) (2004)
- Satan Shitting on Cunt / Flesh Descending (split s Nunslaughter) (2004)
- Krieg / Azaghal (split s Azaghal) (2004)
- Daze West (split s Nachtmystium) (2005)
- Bleeding for Him / The Church (split s Bael) (2006)
- Krieg / Caïna (split s Caïna) (2009)
- Krieg / Gravecode Nebula (split s Gravecode Nebula) (2011)
- Krieg / Leviathan (split s Leviathan) (2015)

Kolaborativní alba
- The Body & Krieg (2015) – ve spolupráci s americkou kapelou The Body